# 초계군
초계군(草溪郡)은 지금의 합천군 동부 지역에 있던 조선의 행정구역이다. 1914년 없어졌다.

## 역사
(링크)
본래 신라의 초팔혜현(草八兮縣)이었는데 경덕왕 때 팔계(八溪)로 고쳐 강양군(江陽郡 : 지금의 합천)의 영현으로 삼았다. 940년(태조 23)초계로 고쳤고 현종 때 합주(陜州)의 임내로 하였다가 명종 때 감무를 설치하였다.
충숙왕 때 지군사(知郡事)로 승격시킨 뒤 조선 말기까지 군으로 존속하였다가, 1914년 행정구역개편 때 합천군에 합쳐져 초계면이 되었다.
초팔혜는 수읍(首邑)의 뜻으로, 남강(南江) 유역에 자리잡았던 부족국이었다. 이 지역은 해안의 사천(泗川)과 내륙산간지역의 고령(高靈)을 연결해주었고, 동서로 합천ㆍ창녕(昌寧)을 이어주는 교통의 요지였다.

## 1914년 이후
| 통폐합 전 | 통폐합 후 (합천군) | 통폐합 후 (합천군)                                 |
| 구 행정구역 | 신 행정구역        | 신 행정구역                                        |
| --- | ------------------ | -------------------------------------------------- |
| 초계군 백암면(伯巖面) 상촌동/외동, 오서동/오산동 일부 | 대양면             | 백암리, 오산리                                     |
| 초계군 갑산면(甲山面) | 율곡면             | 갑산리, 기리, 내천리, 두사리, 낙민리               |
| 초계군 양동면(良洞面) 대평동 일부/관평동 일부, 대평동 일부/(택정면) 택리 일부, 상대동/(적동면) 정토동 일부, 신촌동/(적동면) 정토동 일부, 유하동 일부/대평동 일부, 원당동/유하동 일부 | 초계면             | 관평리, 대평리, 상대리, 신촌리, 유하리, 원당리     |
| 초계군 택정면(宅定面) 대동동 일부, 아막동 일부, 대동동 일부/중동 일부, 교촌동/내동동/아막동 일부/중동 일부                                                                           | 초계면             | 대동리, 아막리, 중리, 택리, 초계리                 |
| 초계군 적동면(赤洞面) 권혜동, 누하동 일부/정토동 일부 ,묵방동/(의령군 부산면) 여상동 일부, 상부동/누하동 일부/양림동 일부, 양림동 일부/(양동면) 관평동 일부, 정토동 일부             | 적중면             | 권혜리, 누하리, 묵방리, 상부리, 양림리, 정토리     |
| 초계군 중방면(中方面) 말방동/옥두동 일부, 부수동 일부, 옥두동 일부, 죽고동/횡보동, 황정동                                                                                            | 적중면             | 말방리, 부수리, 옥두리, 죽고리, 황정리             |
| 초계군 덕곡면(德谷面) 병배동 일부/학동 일부, 본곡동, 율원동, 율지동, 장동/상대동/병배동 일부, 포두동 일부/학동 일부, 포두동 일부/학동 일부                                           | 덕곡면             | 병배리, 본곡리, 율원리, 율지리, 장리, 포두리, 학리 |
| 초계군 청원면(靑元面) | 청덕면             | 대부리, 두곡리, 앙진리, 적포리, 초곡리, 하회리     |
| 초계군 덕진면(德眞面) | 청덕면             | 묘리, 미곡리, 삼학리, 성태리, 소례리, 운봉리       |
| 초계군 초책면(初冊面) 다라동, 덕봉동 일부, 상포동 일부, 성산동 일부, 오서동, 진정동/덕봉동 일부/성산동 일부                                                                          | 쌍책면             | 다라리, 덕봉리, 상포리, 성산리, 오서리, 진정리     |
| 초계군 이책면(二冊面) 건태동 일부/(초책면) 상포동 일부, 사양동 일부, 상신동/창동/사양동 일부, 중산동/하신동/건태동 일부/사양동 일부/(갑산면) 내천동 일부                             | 쌍책면             | 건태리, 사양리, 상신리, 하신리                     |